# Владиченко Іван Максимович
Іван Максимович Владиченко (16 січня 1924, село Мокрий Єланчик, тепер Донецького району Донецької області — 19 серпня 2022, місто Москва, Російська Федерація) — радянський діяч, секретар ВЦРПС, голова Державного комітету СРСР з нагляду за безпечним веденням робіт у промисловості і гірничому нагляду. Член Центральної Ревізійної Комісії КПРС у 1961—1966 роках. Кандидат у члени ЦК КПРС у 1966—1990 роках.

## Життєпис
Народився в селянській родині.
З серпня 1941 по 1945 рік — у Червоній армії, учасник німецько-радянської війни. Служив механіком телеграфної станції штабної роти 13-го окремого гвардійського батальйону зв'язку 2-го гвардійського стрілецького корпусу на Калінінському та 1-му Прибалтійському фронтах.
Член ВКП(б) з 1943 року.
У 1946—1951 роках — студент Донецького індустріального інституту імені Хрущова.
У 1951—1952 роках — помічник начальника дільниці, начальник дільниці на шахтах тресту «Чистяковантрацит» Сталінської області.
У 1952—1953 роках — 2-й секретар Чистяковського міського комітету КПУ Сталінської області.
У 1953—1959 роках — 1-й секретар Сніжнянського районного комітету КПУ Сталінської області.
У листопаді 1959 — листопаді 1964 року — голова ЦК профспілки робітників вугільної промисловості.
27 листопада 1964 — травень 1981 року — секретар Всесоюзної центральної ради професійних спілок (ВЦРПС).
У травні — липні 1981 року — голова Комітету з нагляду за безпечним веденням робіт у промисловості і гірничому нагляду при РМ СРСР. У липні 1981 — червні 1989 року — голова Державного комітету СРСР з нагляду за безпечним веденням робіт у промисловості і гірничому нагляду.
З червня 1989 року — персональний пенсіонер союзного значення в Москві.
Помер 19 серпня 2022 року в 98-річному віці. Похований на Востряковському цвинтарі Москви.

## Нагороди і звання
- орден Жовтневої Революції
- чотири ордени Трудового Червоного Прапора
- два ордени «Знак Пошани»
- орден Вітчизняної війни І-го ст.
- медаль «За відвагу» (27.10.1944)
- медалі
- знак «Шахтарська слава» трьох ступенів